# De casibus virorum illustrium
De casibus virorum illustrium (Latijn voorː Over de lotgevallen van beroemde mensen) is een verzameling van 56 biografieën van beroemde mensen die vermoedelijk tussen 1355 en 1374 in het Latijn werd geschreven door de Florentijnse dichter Giovanni Boccaccio.

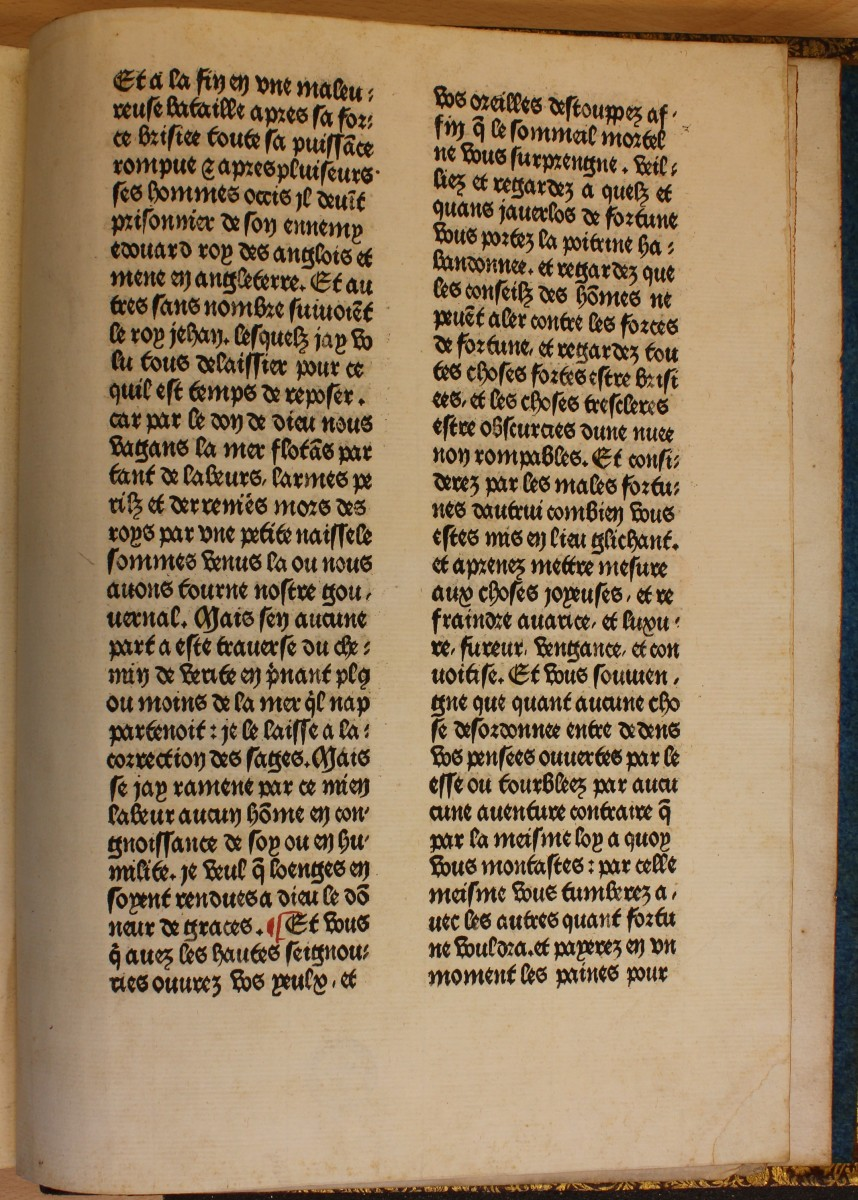
Een meer bescheiden versie van De la ruyne des nobles hommes et femmes. Gedrukt door Mansion in 1476 te Brugge. Bewaard door de Openbare Bibliotheek Brugge.

De Franse vertaling (De la ruyne des nobles hommes et femmes) uit 1476 van de Zuid-Nederlandse drukker Colard Mansion was het eerste met gravures geïllustreerde boek. Laurent Premierfait was de vertaler van deze editie. Twee exemplaren van deze druk worden bewaard in de Openbare Bibliotheek Brugge.

## De druk van Mansion
Boeken zoals deze druk, die door middel van kopergravures geïllustreerd zijn en bovendien van voor 1500 dateren, zijn uiterst zeldzaam. Deze eerste gedateerde druk van Colard Mansion uit 1476 is ook het eerste boek dat met dergelijke platen versierd is. Het gaat wel om platen die afzonderlijk werden afgedrukt en in de daartoe vrijgehouden ruimten werden ingeplakt.
Er worden twee exemplaren van deze druk in de Openbare Bibliotheek Brugge bewaard, al bedragen deze niet de ingeplakte prenten. Wel zien we bij een van de exemplaren (nr. 3873), dat een eerste staat is van het boek, dat er ruimte werd vrijgehouden, maar dat deze te klein is om de bedoelde gravures in te kleven. Misschien waren de kleine ruimtes bedoeld om er miniaturen in aan te brengen; dat is een andere mogelijkheid.
In de tweede staat van de druk (zoals nr. 3874), is het eerste blad van de proloog herzet, waardoor het tekstvolume kleiner is, en waardoor er wat meer witruimte vrijkomt. Ook hier bleef deze ruimte oningevuld. Deze werkwijze past duidelijk in de overgangsfase die de incunabelperiode is tussen het handschrift met zijn miniaturen en het volwaardig gedrukte boek dat we kennen uit het midden van de 16de eeuw. Er is geen duidelijkheid omtrent de graveur van de koperplaten. Mansion wordt niet uitgesloten maar er zijn rond die tijd verscheidene onbekende Brugse graveurs werkzaam.

## Inhoud
| Boek één | Boek twee | Boek drie |
| --- | --- | --- |
| - Adam en Eva - Nimrod - Saturnus - Kadmos en Iocaste - Thyestes en Atreus - Theseus - Priamus en Hekabe - Agamemnon - Simson                                                                                   | - Saul - Rechabeam - Atalja - Hebreeën - Dido - Sardanapalus - Sedekia - Astyages - Croesus | - Lucius Tarquinius Superbus - Xerxes I - Appius Claudius Crassus - Alcibiades - Hannibal Mago - Artaxerxes I                                            |
| Boek vier | Boek vijf | Boek zes |
| - Marcus Manlius - Dionysios I van Syracuse - Polycrates - Callisthenes - Alexander de Grote - Darius I - Eumenes van Cardia - Olympias - Agathocles van Syracuse - Arsinoë I - Pyrrhus van Epirus - Arsinoë II | - Seleucus en Antigonos - Marcus Atilius Regulus - Syphax - Antiochus I Soter - Hannibal Barkas - Nicomedes I van Bithynië - Perseus van Macedonië - Philippus V van Macedonië - Alexander Balas - Demetrios Poliorketes - Alexander II Zabinas - Jugurtha | - Gaius Marius - Cleopatra VII - Mithridates VI van Pontus - Orodes II - Pompeius - Marcus Tullius Cicero - Marcus Antonius                              |
| Boek zeven | Boek acht | Boek acht |
| - Herodes I - Tiberius Caesar, Caligula en Messalina - Nero - Vitellius | \| - Francesco Petrarca - Valerianus I - Zenobia - Diocletianus - Maximianus \| - Galerius - Julianus Apostata - Radegast - Koning Arthur - Rosamunde \|                                                                                                   | \| - Francesco Petrarca - Valerianus I - Zenobia - Diocletianus - Maximianus \| - Galerius - Julianus Apostata - Radegast - Koning Arthur - Rosamunde \| |
| - Francesco Petrarca - Valerianus I - Zenobia - Diocletianus - Maximianus | - Galerius - Julianus Apostata - Radegast - Koning Arthur - Rosamunde | |

## Galerij
Oude platen uit het boekwerk:

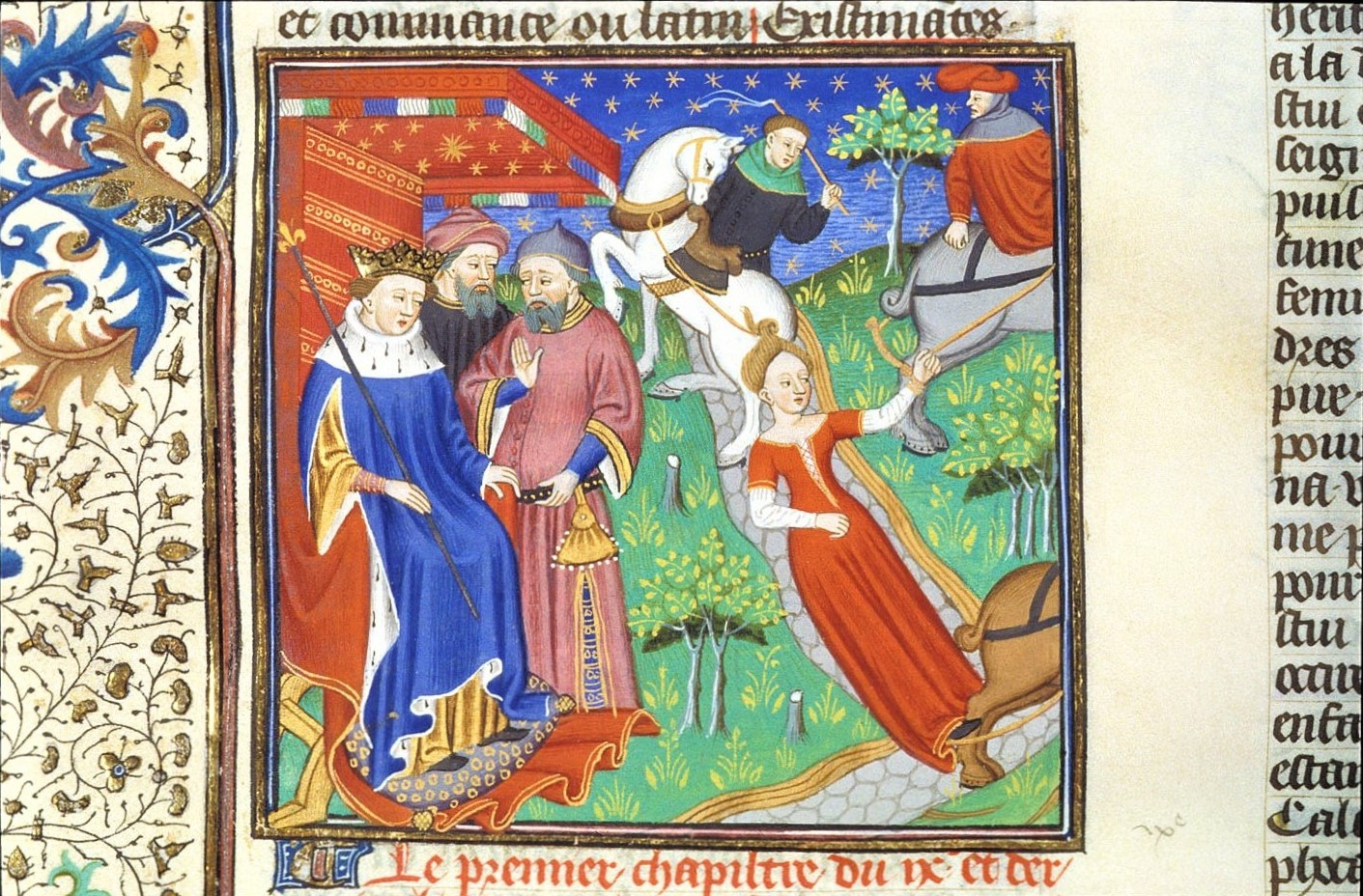
Brunhilde door paarden doodgefolterd
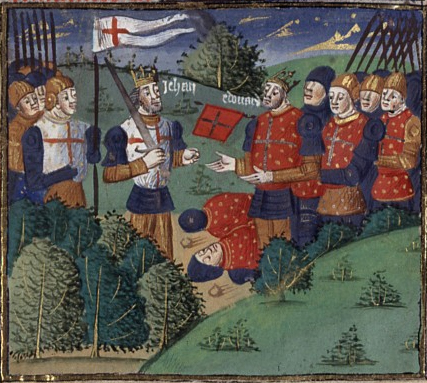
Overgave van Jan II van Frankrijk
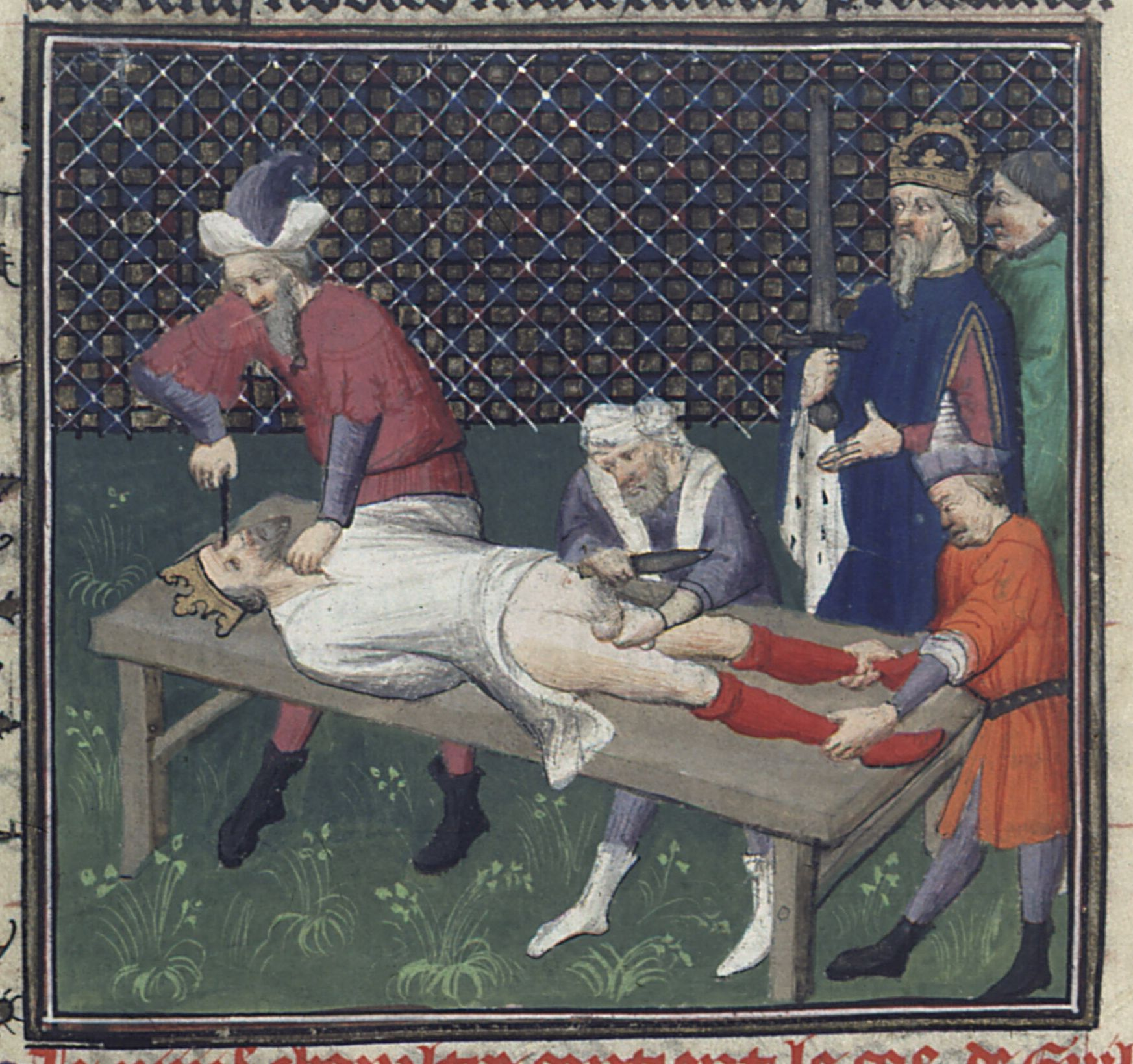
Marteling van Willem III van Sicilië
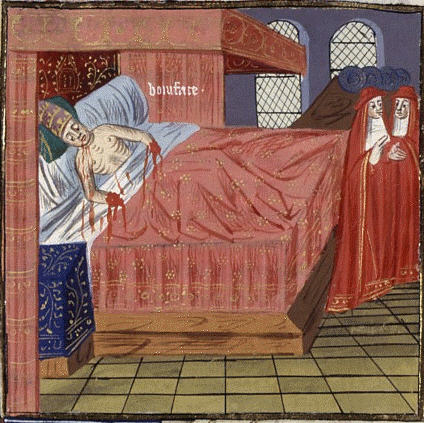
De dood van Paus Bonifatius VIII